# Distrikt Otoca
Der Distrikt Otoca liegt in der Provinz Lucanas in der Region Ayacucho in Südzentral-Peru. Der Distrikt entstand in den Gründungsjahren der Republik Peru. Er besitzt eine Fläche von 717 km². Beim Zensus 2017 wurden 2041 Einwohner gezählt. Im Jahr 1993 lag die Einwohnerzahl bei 2619, im Jahr 2007 bei 3013. Sitz der Distriktverwaltung ist die 1800 m hoch gelegene Ortschaft Otoca mit 547 Einwohnern (Stand 2017). Otoca liegt 65 km westnordwestlich der Provinzhauptstadt Puquio.

## Geographische Lage
Der Distrikt Otoca liegt an der Südwestflanke der peruanischen Westkordillere im Südwesten der Provinz Lucanas. Die Längsausdehnung in WSW-ONO-Richtung beträgt knapp 55 km, die maximale Breite bei 17 km. Der Río Ingenio, ein linker Nebenfluss des Río Grande, durchquert den Distrikt in südwestlicher Richtung.
Der Distrikt Otoca grenzt im Südwesten an den Distrikt El Ingenio (Provinz Nasca), im Nordwesten an den Distrikt Ocaña, im Norden an den Distrikt San Pedro de Palco, im Osten an den Distrikt Lucanas sowie im Süden an den Distrikt Leoncio Prado.

## Ortschaften
Im Distrikt gibt es neben dem Hauptort folgende größere Ortschaften:
- Chavincha
- Concepción
- San Valentin de Casone
- Uruiza